# Honnecourt-sur-Escaut

Honnecourt-sur-Escaut este o comună în departamentul Nord, Franța. În 1 ianuarie 2022 avea o populație de 722 de locuitori.